# Жълтец
Жълтец е връх в Калоферската планина, дял от Средна Стара планина, висок 2226,8 метра.

## Местоположение
Той е част от траверса хижа Добрила – връх Ботев. Затревено било, стръмни северни и западни склонове. На северозапад от върха се отделя внушителният гребен Брустовете, съставен от поредица отвесни скални жандарми. В северните склонове са разположени местностите Големи и Малки Поленици – обширно пасище за добитък и природният феномен „Маркови откоси“.

## Име
Връх Жълтец е известен и с името Саръкая.

## Туризъм
- Не се препоръчва за използване през зимата, защото е лавиноопасен.
- За алпинистите представлява траверс от ІV б категория на трудност.
- При хубаво време и добра видимост предлага неповторими гледки към Северна и Южна България.
- Част е от прехода Ком-Емине.

## Маршрути
| Изходни точки              | Изходни точки |
| -------------------------- | ------------- |
| град Карлово               | 6,00 ч.       |
| Хижи                       |               |
| Васил Левски               | 2,00 ч.       |
| Върхове                    |               |
| Млечен чал                 | 1,00 ч.       |
| Костенурката               | 1,30 ч.       |
| Безимен                    | 2,00 ч.       |
| Други                      |               |
| водопад Карловско пръскало | 2,00 ч.       |